# تام آلبانیس
تام آلبانیس (به انگلیسی: Tom Albanese) (زاده ۹ سپتامبر ۱۹۵۷) کارآفرین، بازرگان و مدیر ارشد اجرایی آمریکایی است، که در حال حاضر به‌عنوان مدیر عامل اجرایی شرکت ودانتا فعالیت می‌کند.